# Bilder aus deutschen Städten
Bilder aus deutschen Städten ist eine Briefmarkenserie der Bundesrepublik Deutschland, die in lockerer Folge die Schönheit und Vielfalt deutscher Städte an markanten Beispielen zeigt. Sie darf nicht mit der Briefmarkenserie Bilder aus Deutschland verwechselt werden.

## Liste der Marken
Legende
- Bild: Eine bearbeitete Abbildung der genannten Marke. Das Verhältnis der Größe der Briefmarken zueinander ist in diesem Artikel annähernd maßstabsgerecht dargestellt. Sollten keine Marken abgebildet sein, liegt es daran, dass das Urheberrecht des Künstlers noch nicht erloschen ist.
- Beschreibung: Eine Kurzbeschreibung des Motivs und/oder des Ausgabegrundes. Bei ausgegebenen Serien oder Blocks werden die zusammengehörigen Beschreibungen mit einer Markierung versehen eingerückt.
- Wert: Der Frankaturwert der einzelnen Marke in der im Tabellenkopf genannten Währungseinheit. Ein „+“ bedeutet, dass es sich um eine Zuschlagsmarke handelt (= Frankaturwert + Spende).
- Ausgabedatum: Das Datum des erstmaligen Verkaufs dieser Briefmarke.
- Auflage: Soweit bekannt, wird hier die zum Verkauf angebotene Anzahl dieser Ausgabe angegeben.
- Entwurf: Soweit bekannt, wird hier angegeben, von wem der Entwurf dieser Marke stammt.
- Mi.-Nr.: Diese Briefmarke wird im Michel-Katalog unter der entsprechenden Nummer gelistet.

| Sondermarken (DM) |                        |                  |                 |            |                   |         |
| Bild              | Beschreibung           | Werte in Pfennig | Ausgabe- datum  | Auflage    | Entwurf           | Mi.-Nr. |
|                   | Gendarmenmarkt, Berlin | 100              | 14. August 1996 | 25.590.000 | Heinz Schillinger | 1877    |

| Sondermarken (Euro) |                                                          |                   |                |                                 |                      |            |
| Bild                | Beschreibung                                             | Werte in Eurocent | Ausgabe- datum | Auflage                         | Entwurf              | Mi.-Nr.    |
|                     | Viktualienmarkt                                          | 45                | 7. August 2003 | 32.000.000                      | Grit Fiedler         | 2356       |
|                     | Altstadt von Görlitz                                     | 55                | 7. August 2003 | 37.000.000                      | Grit Fiedler         | 2357       |
|                     | Viktualienmarkt München selbstklebend aus Markenheftchen | 45                | 8. Januar 2004 | 216.000.000                     | Grit Fiedler         | 2379 MH 53 |
|                     | Burganlage Burghausen                                    | 55                | 13. Juli 2006  | 9.000.000 davon 105.000 auf ETB | Dietrich Dorfstecher | 2548       |